# Maxime Estève
Maxime Estève (Montpellier, 26 maggio 2002) è un calciatore francese, difensore del Burnley.

## Caratteristiche tecniche
È un difensore centrale forte fisicamente, spicca nei duelli aerei, contrasti e risulta abile in impostazione.

## Carriera

### Club
Montpellier
Cresciuto nel settore giovanile del Montpellier, debutta in prima squadra l'8 agosto 2021 in occasione del match di Ligue 1 perso 3-2 contro l'Olympique Marsiglia. Il 17 dicembre 2023 mette a segno il goal decisivo, con un colpo di testa, nella vittoria in trasferta contro il Metz.
Burnley
Il 1° febbraio 2024 passa in prestito al Burnley fino al termine della stagione , colleziona 16 presenze in Premier League. Il 1° luglio seguente viene acquistato dalla squadra inglese per 12 milioni di euro.
Il 4 marzo 2025 mette a segno il suo primo goal nella trasferta vinta contro il Cardiff City in Championship. Conclude la sua stagione con 46 presenze, risultando decisivo al ritorno in Premier League, con soli 16 goal subiti dalla squadra inglese in Championship.
Il 30 luglio 2025 rinnova il suo contratto con il Burnley fino al 30 giugno 2030.

### Nazionale
Ha giocato nella nazionale francese Under-20.

## Statistiche

### Presenze e reti nei club
Statistiche aggiornate al 10 novembre 2024.
| Stagione             | Squadra              | Campionato           | Campionato | Campionato | Coppe nazionali | Coppe nazionali | Coppe nazionali | Coppe continentali | Coppe continentali | Coppe continentali | Altre coppe | Altre coppe | Altre coppe | Totale | Totale |
| Stagione             | Squadra              | Comp                 | Pres       | Reti       | Comp            | Pres            | Reti            | Comp               | Pres               | Reti               | Comp        | Pres        | Reti        | Pres   | Reti   |
| -------------------- | -------------------- | -------------------- | ---------- | ---------- | --------------- | --------------- | --------------- | ------------------ | ------------------ | ------------------ | ----------- | ----------- | ----------- | ------ | ------ |
| 2019-2020            | Montpellier 2        | N2                   | 6          | 0          | -               | -               | -               | -                  | -                  | -                  | -           | -           | -           | 6      | 0      |
| 2020-2021            | Montpellier 2        | N3                   | 6          | 1          | -               | -               | -               | -                  | -                  | -                  | -           | -           | -           | 6      | 1      |
| Totale Montpellier 2 | Totale Montpellier 2 | Totale Montpellier 2 | 12         | 1          |                 | -               | -               |                    | -                  | -                  |             | -           | -           | 12     | 1      |
| 2021-2022            | Montpellier          | L1                   | 24         | 0          | CF              | 0               | 0               | -                  | -                  | -                  | -           | -           | -           | 24     | 0      |
| 2022-2023            | Montpellier          | L1                   | 23         | 0          | CF              | 1               | 0               | -                  | -                  | -                  | -           | -           | -           | 24     | 0      |
| 2023-gen. 2024       | Montpellier          | L1                   | 12         | 1          | CF              | 2               | 0               | -                  | -                  | -                  | -           | -           | -           | 14     | 1      |
| Totale Montpellier   | Totale Montpellier   | Totale Montpellier   | 59         | 1          |                 | 3               | 0               |                    | -                  | -                  |             | -           | -           | 62     | 1      |
| feb.-giu. 2024       | Burnley              | PL                   | 16         | 0          | FACup+CdL       | -               | -               | -                  | -                  | -                  | -           | -           | -           | 16     | 0      |
| 2024-2025            | Burnley              | FLC                  | 15         | 0          | FACup+CdL       | 0+0             | 0               | -                  | -                  | -                  | -           | -           | -           | 15     | 0      |
| Totale Burnley       | Totale Burnley       | Totale Burnley       | 31         | 0          |                 | 0               | 0               |                    | -                  | -                  |             | -           | -           | 31     | 0      |
| Totale carriera      | Totale carriera      | Totale carriera      | 102        | 2          |                 | 3               | 0               |                    | -                  | -                  |             | -           | -           | 105    | 2      |